# باتريسيا هيرلي
باتريسيا هيرلي (بالإنجليزية: Patricia Herlihy)‏ هي مؤرخة أمريكية، ولدت في 1 يونيو 1930، وتوفيت في 24 أكتوبر 2018.